# Holmogori
Holmogori (oroszul: Холмогоры) falu Oroszország Arhangelszki területén, a Holmogori járás székhelye.
Lakossága: 4150 fő (a 2010. évi népszámláláskor).

## Fekvése
Az Arhangelszki terület északi részén, Arhangelszktől 75 km-re délkeletre, az Északi-Dvina alsó szakaszának bal partján fekszik. A település mellett halad az M-8 „Holmogori” jelű autóút, melyről kijárat vezet Holmogoriba.

## Története
Írott forrás, egy novgorodi fejedelem irata 1138-ban említi először. Kezdetben Kolmogori, 1692-től Holmogori néven ismerték. Első, fagerendákból készült erődjét a novgorodiak építették a 14–15. század fordulóján. A 15–16. században forgalmas kikötő és a külföldre irányuló kereskedelem központja volt. Jelentősége Arhangelszk megalapítása után rohamosan csökkent.
A címerében ábrázolt kvadráns annak jele, hogy 1781-ben cári engedéllyel tengerészeti iskolát (morehodnaja skola) alapítottak. 1784-ben város és az Arhangelszki kormányzóságban ujezd székhelye lett. 1925-től falusi jellegű település, 1929 óta járási székhely.
A csontfaragó művészet egyik ősi központja. Az egyik közeli faluban (mai nevén Lomonoszovóban) született Lomonoszov.